# Rhode (geslacht)
Rhode is een geslacht van spinnen behorend tot de familie celspinnen (Dysderidae).

## Soorten
- Rhode aspinifera (Nikolic, 1963)
- Rhode baborensis Beladjal & Bosmans, 1996
- Rhode biscutata Simon, 1893
- Rhode magnifica Deeleman-Reinhold, 1978
- Rhode scutiventris Simon, 1882
- Rhode stalitoides Deeleman-Reinhold, 1978
- Rhode subterranea (Kratochvíl, 1935)
- Rhode tenuipes (Simon, 1882)
- Rhode testudinea Pesarini, 1984